# 国鉄タキ2500形貨車 (初代)
国鉄タキ2500形貨車（こくてつタキ2500がたかしゃ）は、鉄道省に在籍した私有貨車（タンク車）である。
ここではタキ2500形の改造によって誕生したタ1800形についても記述する。

## タキ2500形
タキ2500形は、濃硫酸専用の25t 積タンク車として1930年（昭和5年）2月20日 に、1ロット2両（タキ2500、タキ2501）が川崎車輛にて製作された。
所有者は、大日本人造肥料（現・日産化学工業）で、常備駅は飛越線（現・高山本線）の速星駅であった。
タンク体は普通鋼（一般構造用圧延鋼材）製のリベット組立構造であり、荷役方式はタンク上部の液入管からの上入れ、液出管と空気管使用による上出し方式で、液出管と空気管はS字管で車体両側に伸びていた。
車体色は黒色、寸法関係は全長は8,200mm、全幅は2,114mm、全高は3,455mm、軸距は2,250mm、自重は13.4 - 13.7t、換算両数は積車3.8、空車1.4であり、走り装置は一段リンク式の三軸車である。
落成から8か月後の1930年（昭和5年）10月3日 に専用種別変更が行われ「アンモニア水」専用となり、形式は新形式であるタ1800形（タ1800、タ1801）とされ同時に本形式は形式消滅となった。

## タ1800形
1930年（昭和5年）10月3日にタキ2500形（タキ2500、タキ2501）から改造され、専用種別をアンモニア水に変更し形式をタ1800形（タ1800、タ1801）に改めたものである。
車体構造などはほとんど変更されていない。
専用種別の変更に伴い荷重が13t、積車換算が2.6に変更されている。
落成時の所有者および常備駅は、前形式から引き続き大日本人造肥料（社名はその後「日産化学工業」、「日本鉱業」、再び「日産化学工業」と変遷した）・飛越線（現・高山本線）の速星駅であった。
1968年（昭和43年）9月30日 に全車一斉に廃車となり同時に形式消滅となった。